# New Age - Nuove tendenze
New Age - Nuove tendenze (The New Age) è un film del 1994 scritto e diretto da Michael Tolkin.

## Trama
I coniugi Peter e Katherine Witner, rimasti disoccupati, vivono nella reciproca infedeltà. Incoraggiati dagli insegnamenti di un predicatore della New Age, aprono un negozio di alta moda nell'estremo tentativo di ritrovare il loro precedente benessere economico e sociale. Ma questo espediente non si rivelerà il più adatto per risollevare le loro sorti.

## Critica
Morando Morandini scrive che "... Tolkin racconta in cadenze di commedia amara la vita dei nuovi ricchi californiani con l'impassibilità di un entomologo che studia il mondo delle formiche. Più acido che aguzzo, sguardo freddo più che lucido".
Paolo Mereghetti rileva che "... la messinscena, glaciale ma piena di bruschi cambiamenti di ritmo, mostra una ricerca sull'immagine rara nel cinema americano odierno".